# Vlag van Riemst
De vlag van Riemst werd door de gemeenteraad op 9 mei 1985 officieel vastgesteld als de gemeentelijke vlag van de Belgisch Limburgse gemeente Riemst. Op 3 juni 1985 werd hij door het Bestuur van Vlaanderen bevestigd en uiteindelijk gepubliceerd op 8 juli 1986 in het officiële Belgisch Staatsblad.
Officieel wordt de vlag beschreven als:
Drie even hoge banen van wit, van rood en van geel
De kleuren van de vlag zijn afkomstig op het gemeentewapen. Dit gemeentevlag is identiek aan de vlag van Zuid-Ossetië.

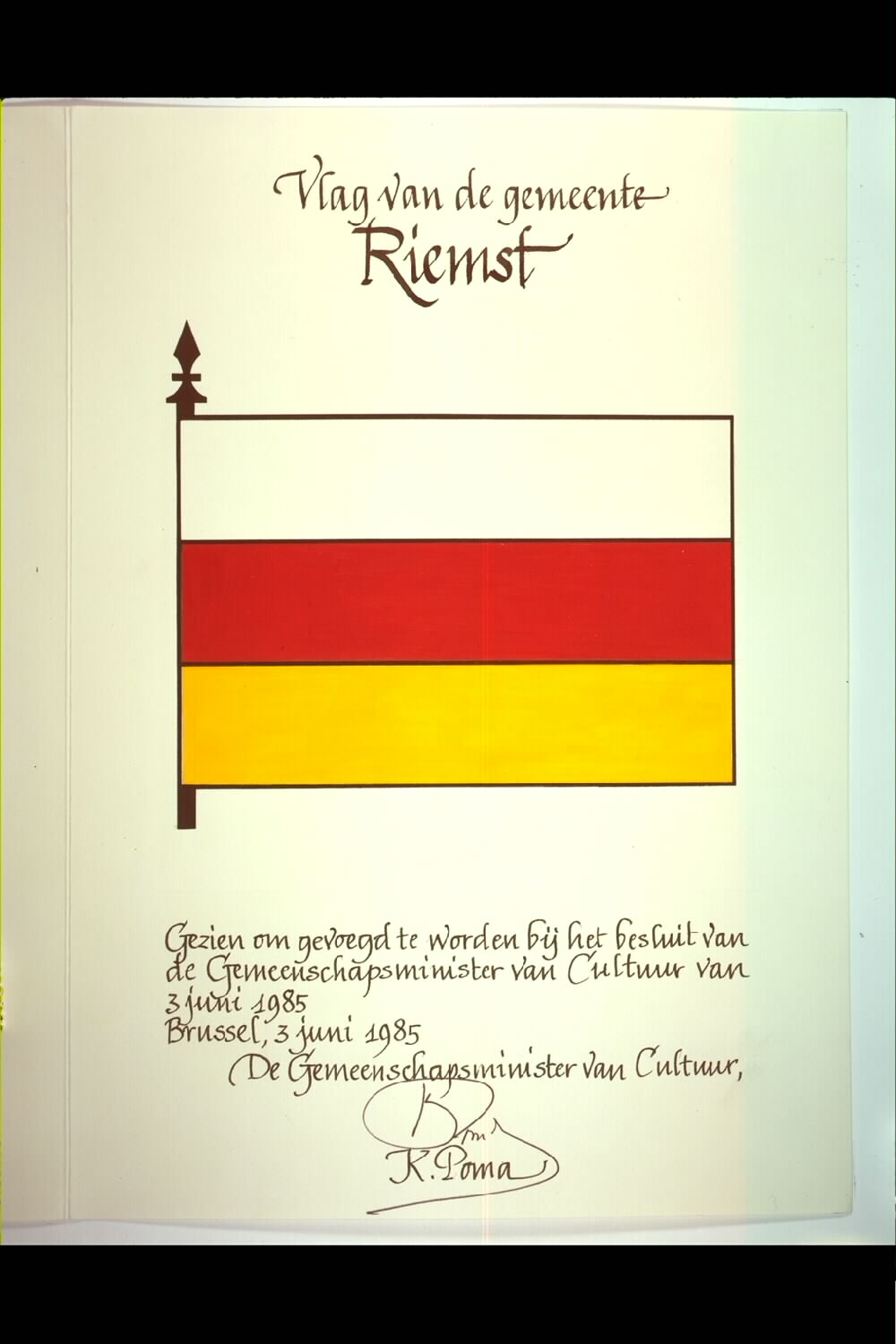
Ontwerp vlag getekend door Karel Poma
Vlag van Zuid-Ossetië